# ディストーテッドヒューマー
ディストーテッドヒューマー（Distorted Humor、1993年生まれ）は、アメリカ合衆国のサラブレッドの競走馬および種牡馬である。

競走馬としてグレード競走4勝を上げ、種牡馬としてケンタッキーダービー馬ファニーサイドやブリーダーズカップ・クラシック優勝馬ドロッセルマイヤーなどを輩出し、2007年にはリーディングサイアーに輝いた。

## 経歴
1990年のエイコーンステークス2着馬ダンジグズビューティの第2子として、1993年に生まれたサラブレッドの牡馬である。
競走馬としてのデビューは比較的遅く、初めて競走に出走したのは3歳になった1996年2月のガルフストリームパーク競馬場であった。初戦となった6ハロン（約1207メートル）の未勝利戦で初勝利を挙げると、以降短距離からマイルにかけての距離路線を中心に出走していった。デビュー当初はフィル・グレイヴスが調教師を担当していたが、同年春に同馬の所有権をプレストンウッドファームが購入すると調教師も変更となり、代わってエリオット・ウォルデンが担当することになった。
3歳時にはスクリーンキングステークス（現アムステルダムステークス）に勝ち、4歳になってサルバトールマイルハンデキャップ (G3) で初の重賞勝ちを収めた。5歳時は最良の年であり、コモンウェルスブリーダーズカップハンデキャップ (G2) 、チャーチルダウンズステークス (G2) 、アックアックハンデキャップ (G3) と重賞3勝を挙げる活躍を果たしている。G1競走への出走経験もあるが、5歳時のシガーマイルハンデキャップで3着に入ったのが関の山であった。
生涯での戦績は23戦8勝、2着5回、3着3回、総獲得賞金は769,964ドルであった。

### 主な勝鞍
1996年（3歳）
スクリーンキングステークス
2着 - フェイエットステークス (G3) 、ジェロームハンデキャップ (G2)
1997年（4歳）
サルバトールマイルハンデキャップ (G3)
2着 - ケンタッキーカップクラシックステークス (G3)
1998年（5歳）
コモンウェルスブリーダーズカップハンデキャップ (G2) 、チャーチルダウンズステークス (G2) 、アックアックハンデキャップ (G3)

## 種牡馬時代
引退翌年の1999年よりオーストラリアビクトリア州にあるグランドロッジスタッドに送られ、そこで12,000ドルの種付け料を設定されて、2シーズンの間種牡馬として活動した。その後2000年にアメリカのウィンスターファームへと再輸出されたため、オーストラリアで残した産駒はわずか2世代であったが、競走馬となった93頭のうち74頭が勝ち上がる好成績を挙げた。
オーストラリア時代の主な産駒に、サウスオーストラリアンオークスやタスマニアンオークスに勝ったリンキーディンク（Rinky Dink 2000年生、牝馬）、香港で香港ダービートライアルなどに勝ったハロープリティ（Hello Pretty 2001年生、せん馬）などがいる。また障害競走でも活躍馬を出しており、サムアーベント（Some Are Bent 2001年生、せん馬）は2シーズンに亘ってオーストラリア最優秀障害馬に選出されている。
アメリカに戻って初の産駒が走り始めたのは2002年のことであった。この年デビューしたオーサムヒューマー（Awesome Humor 2000年生、牝馬）がスピナウェイステークスを制するなどの活躍もあって、ディストーテッドヒューマーは同年の新種牡馬リーディングサイアーに輝いた。
ディストーテッドヒューマーの代表産駒として名の挙がるファニーサイド（Funny Cide 2000年生、せん馬）も同年の生まれであった。せん馬の身ながらも2003年のケンタッキーダービーとプリークネスステークスを制して二冠を達成し、その活躍は大きな話題、ひいてはディストーテッドヒューマーの評判を高めた。種付け料も年々高騰し、2008年時点では30万ドルと、エーピーインディやストームキャットといったかつての超高額種牡馬とほぼ同額の高みにまで上りつめた。その後2009年には一転して設定価格が下がり、15万ドルとなっている。
例年産駒は順調に活躍し、2005年にはアメリカのリーディングサイアーランキングにおいて、1位のセイントバラードに肉薄する2位にまで浮上し、ドロッセルマイヤーがベルモントステークスとブリーダーズカップ・クラシックに優勝した2007年にはリーディングサイアーに輝いた。
また、産駒のトラヴァーズステークス優勝馬フラワーアレイは、種牡馬としてケンタッキーダービーとプリークネスステークスの二冠を制したアイルハヴアナザーを、母の父として日本でGI4勝を挙げたラッキーライラック、同じく日本で3歳ダート二冠を制覇したナチュラルライズを輩出している。
2021年をもって種牡馬を引退し、以降はウインスターファームにて功労馬として繋養されている。

### 主な産駒

#### 日本国外調教馬
- 2000年産
  - ファニーサイド Funny Cide - ケンタッキーダービー、プリークネスステークス
  - オーサムヒューマー Awesome Humor - スピナウェイステークス
  - リンキーディンク Rinky Dink - オーストラレイシアンオークス
- 2001年産
  - コメンテーター Commentator - ホイットニーハンデキャップ2回
  - フォーティナイナーズサン Fourty Niners Son - クレメント・L・ハーシュメモリアルターフカップステークス
- 2002年産
  - フラワーアレイ Flower Alley - トラヴァーズステークス※2012年米二冠馬アイルハヴアナザーの父
- 2003年産
  - ヒステリカレディ Hystericalady - ヒューマナディスタフステークス
- 2004年産
  - エニーギヴンサタデー Any Given Suturday - ハスケルインビテーショナルハンデキャップ
  - ビットオブフィムジー Bit of Whimsy - クイーンエリザベス2世チャレンジカップステークス
- 2007年産
  - ボイステロス Boisterous - マンノウォーステークス
  - ドロッセルマイヤーDrosselmeyer - ベルモントステークス、ブリーダーズカップ・クラシック
- 2008年産
  - パスフォーク Pathfork - ナショナルステークス
  - マクリーンズミュージック Maclean's Music - 1戦1勝で種牡馬入り、G1勝ちジャッキーズウォリアー等の父
- 2009年産
  - イソップスファーブルズ Aesop's Fables - ジャンプラ賞
  - ジミークリード Jimmy Creed - マリブステークス
  - ジョーキング Joking - ヴォスバーグステークス
- 2012年産
  - カーソリーグランス Cursory Glance - モイグレアスタッドステークス
- 2016年産
  - レストレスライダー Restless Rider - アルシバイアディーズステークス
- 2018年産
  - ヴァルダ Varda - スターレットステークス
  - サンティン Santin - オールドフォレスター・ターフクラシックステークス、アーリントンミリオンステークス

#### 日本国内調教馬
- 2000年産
  - ドローアウター - 京洛ステークス
- 2006年産
  - エーシンクールディ - 2011年・2012年GRANDAME-JAPAN古馬シーズン総合優勝、サマーカップ、読売レディス杯2回、兵庫サマークイーン賞、秋桜賞、笠松グランプリ2回、くろゆり賞

### 母の父としての代表産駒
- 2009年産
  - モーリーモーガン Molly Morgan :父Ghostzapper - ラトロワンヌステークス
- 2011年産
  - コンスティテューション Constitution :父Tapit - ドンハンデキャップ、フロリダダービー
- 2012年産
  - キャッチザカックテル Catch the Cocktail :父Catcher In The Rye - ラプラタオークス（スペイン語版）
  - モーニン Moanin :父Henny Hughes - フェブラリーステークス、根岸ステークス、コリアスプリント
- 2013年産
  - アロゲート Arrogate :父Unbridled's Song - トラヴァーズステークス、BCクラシック、ペガサスワールドカップ、ドバイワールドカップ
- 2014年産
  - ニューマネーハニー New Money Honey :父Medaglia d'Oro - ベルモントオークス、BCジュヴェナイルフィリーズターフ
  - プラクティカルジョーク Practical Joke :父Into Mischief - シャンペンステークス、ホープフルステークス、H・アレン・ジャーケンスメモリアルステークス
  - エレート Elate : 父Medaglia d'Oro - アラバマステークス、ベルデイムステークス
- 2015年産
  - ゴールデンシックスティ Golden Sixty :父Medaglia d'Oro - 香港マイル3回、香港スチュワーズカップ2回、香港ゴールドカップ2回、チャンピオンズマイル3回[2]
- 2016年産
  - ガラナ Guarana :父Ghostzapper -エイコーンステークス、コーチングクラブアメリカンオークス、マディソンステークス
- 2017年産
  - ハッピーセイヴァー Happy Saver :父Super Saver - ジョッキークラブゴールドカップ
  - アートコレクター Art Collector :父Bernardini - ウッドワードステークス、ペガサスワールドカップ
  - スマイルカナ :父ディープインパクト - フェアリーステークス、ターコイズステークス
- 2018年産
  - ライフイズグッド Life Is Good :父Into Mischief - BCダートマイル、ペガサスワールドカップ、ホイットニーステークス、ウッドワードステークス
- 2020年産
  - アラビアンライオン Arabian Lion :父Justify - ウッディスティーヴンスステークス
- 2022年産
  - シチズンブル Citizen Bull :父Into Mischief - アメリカンファラオステークス、ブリーダーズカップ・ジュヴェナイル
  - タッパンストリート Tappan Street :父Into Mischief - フロリダダービー
  - サンドマン Sandman :父Tapit - アーカンソーダービー
  - パッチアダムス Patch Adams :父Into Mischief - ウッディスティーヴンスステークス
  - ナチュラルライズ :父キズナ - 京浜盃、羽田盃、東京ダービー

## 血統表
| ディストーテッドヒューマーの血統     | ディストーテッドヒューマーの血統                                          | ディストーテッドヒューマーの血統                                          | （血統表の出典）                                                          | （血統表の出典） |
| 父系                                 | （フォーティナイナー系<ミスタープロスペクター系）                         | （フォーティナイナー系<ミスタープロスペクター系）                         | （フォーティナイナー系<ミスタープロスペクター系）                         | [ § 2 ]          |
| 父 Forty Niner 1985 栗毛 アメリカ    | 父の父Mr. Prospector 1970 鹿毛 アメリカ                                   | Raise a Native                                                            | Native Dancer                                                             | Native Dancer    |
| 父 Forty Niner 1985 栗毛 アメリカ    | 父の父Mr. Prospector 1970 鹿毛 アメリカ                                   | Raise a Native                                                            | Raise You                                                                 |                  |
| 父 Forty Niner 1985 栗毛 アメリカ    | 父の父Mr. Prospector 1970 鹿毛 アメリカ                                   | Gold Digger                                                               | Nashua                                                                    | Nashua           |
| 父 Forty Niner 1985 栗毛 アメリカ    | 父の父Mr. Prospector 1970 鹿毛 アメリカ                                   | Gold Digger                                                               | Sequence                                                                  |                  |
| 父 Forty Niner 1985 栗毛 アメリカ    | 父の母File 1976 栗毛 アメリカ                                             | Tom Rolfe                                                                 | Ribot                                                                     | Ribot            |
| 父 Forty Niner 1985 栗毛 アメリカ    | 父の母File 1976 栗毛 アメリカ                                             | Tom Rolfe                                                                 | Pocahontas                                                                |                  |
| 父 Forty Niner 1985 栗毛 アメリカ    | 父の母File 1976 栗毛 アメリカ                                             | Continue                                                                  | Double Jay                                                                | Double Jay       |
| 父 Forty Niner 1985 栗毛 アメリカ    | 父の母File 1976 栗毛 アメリカ                                             | Continue                                                                  | Courtesy                                                                  |                  |
| 母 Danzigs Beauty 1987 鹿毛 アメリカ | 母の父Danzig 1977 黒鹿毛 アメリカ                                         | Northern Dancer                                                           | Nearctic                                                                  | Nearctic         |
| 母 Danzigs Beauty 1987 鹿毛 アメリカ | 母の父Danzig 1977 黒鹿毛 アメリカ                                         | Northern Dancer                                                           | Natalma                                                                   |                  |
| 母 Danzigs Beauty 1987 鹿毛 アメリカ | 母の父Danzig 1977 黒鹿毛 アメリカ                                         | Pas de Nom                                                                | Admirals Voyage                                                           | Admirals Voyage  |
| 母 Danzigs Beauty 1987 鹿毛 アメリカ | 母の父Danzig 1977 黒鹿毛 アメリカ                                         | Pas de Nom                                                                | Petitioner                                                                |                  |
| 母 Danzigs Beauty 1987 鹿毛 アメリカ | 母の母Sweetest Chant 1978 鹿毛 アメリカ                                   | Mr. Leader                                                                | Hail to Reason                                                            | Hail to Reason   |
| 母 Danzigs Beauty 1987 鹿毛 アメリカ | 母の母Sweetest Chant 1978 鹿毛 アメリカ                                   | Mr. Leader                                                                | Jolie Deja                                                                |                  |
| 母 Danzigs Beauty 1987 鹿毛 アメリカ | 母の母Sweetest Chant 1978 鹿毛 アメリカ                                   | Gay Sonnet                                                                | Sailor                                                                    | Sailor           |
| 母 Danzigs Beauty 1987 鹿毛 アメリカ | 母の母Sweetest Chant 1978 鹿毛 アメリカ                                   | Gay Sonnet                                                                | Gay Rig                                                                   |                  |
| 母系(F-No.)                          | (FN:9-f)                                                                  | (FN:9-f)                                                                  | (FN:9-f)                                                                  | [ § 3 ]          |
| 5代内の近親交配                      | Native Dancer 4x5=9.38%、 Nasrullah 父内5x5=6.25%、 Turn-to 母内5x5=6.25% | Native Dancer 4x5=9.38%、 Nasrullah 父内5x5=6.25%、 Turn-to 母内5x5=6.25% | Native Dancer 4x5=9.38%、 Nasrullah 父内5x5=6.25%、 Turn-to 母内5x5=6.25% | [ § 4 ]          |
| 出典                                 | 1. 2. 3. 4.                                                               | 1. 2. 3. 4.                                                               | 1. 2. 3. 4.                                                               | 1. 2. 3. 4.      |

母ダンジグズビューティはガーデニアステークス (G2) の勝ち馬で、生涯で8頭の競走馬を産み、うち6頭が勝ち上がりを決めている。2006年6月17日に疝痛のため死亡。